# 용감무쌍 용수정
《용감무쌍 용수정》은 2024년 5월 6일부터 2024년 11월 15일까지 방송된 MBC 일일 드라마다.

## 기획의도
현대판 거상 용장원을 꿈꾸는 거침없는 상여자 용수정과 그녀에게 운명을 맡긴 악바리 짠돌이 여의주가 함께하는 화끈하고 통쾌한 로맨스 복수극

## 제작
- 제작사: ㈜MBC C&I
- 제작: 이형선
- 극본: 최연걸
- 연출: 이민수, 김미숙

## 등장 인물
- (†) 표시는 드라마 상에서 최종적으로 사망한 인물이다.

### 주요 인물
- 엄현경 : 문수정 / 용수정 역(아역: 기소유) - 비련의 여주인공, 영 내 스타일 아닌데? 삶이 내게 엿을 준다면 엿장수가 되어서 다 팔아버리자!

본작의 메인 여주인공. 1988년생 용띠 여자. 환불 잘 받을 것 같은 아우라. 말술에 대식가. 호탕한 웃음에 육두문자까지 맛깔나게 구사하며 취미는 오토바이 라이딩인, 한마디로 쎈 언니 스타일. 죽은 요섭과 제인의 딸. 죽은 장원의 양딸. 우진의 옛 연인. 영애의 며느리. 경화의 조카며느리. 재림의 손자며느리. 의주의 아내. 하민의 외숙모. 우진의 제수. 혜라의 동서.
- 서준영 : 여의주 / 주의주 역 - 나 하나 힘든 건 쉽게 참을 수 있다. 하지만 내가 사랑하는 사람들이 힘들어 하는 건 도저히 못 참겠다!

본작의 메인 남주인공. 마성그룹 황재림 회장의 사라진 둘째 손자, 영애와 죽은 성필의 둘째 아들. 우진의 남동생. 경화의 조카. 수정의 남편. 혜라의 시동생. 하민의 삼촌.
- 임주은 : 최혜라 / 최나라 / 장혜라 역(아역: 김하은) - 기왕 태어난 거 하고 싶은 건 다 해보고 죽어야지! 욕망과 이기심으로 똘똘 뭉친 나쁜 여자!

본작의 서브 여주인공이자 메인 빌런. 수정 부모의 재산을 빼돌리고 수정 엄마를 죽음으로 몰아넣은 한양의 딸. 우진의전 아내. 의주의 형수. 수정의 손윗 형님. 하민의 의붓어머니. 경화와 죽은 성필의 며느리. 영애의 며느리. 재림의 손자며느리. 명철과 한양의 딸.
- 권화운: 주우진 역 (아역: 정민준) - 다 가진 것 같지만 아무것도 가진 게 없는 재벌 3세, 가슴에 뚫린 구멍 사이로 자꾸 어떤 여자가 비집고 들어온다!

본작의 서브 남주인공. 마성그룹의 공식 후계자이자 황재림 회장의 큰 손자. 대외적으로는 상남자, 쾌남 재벌 3세. 세상 아무것도 부러울 게 없어 보이는 사람. 혜라의 전남편. 의주의 형. 수정의 옛 연인이자 시아주버님. 죽은 성필과 영애의 아들. 경화의 법적아들. 하민의 아버지. 죽은 지우의 남편. 명철과 한양의 사위. 캘리 정의 전 사위.

### 다오소 게스트 하우스
- 박철민: 용장원 역 (†, 1회~60회) - 수정의 양아버지, 의주의 장인.
- 양정아: 이영애 역 - 우진과 의주 형제의 친어머니

혜라와 수정의 시어머니. 재림의 친며느리. 하민의 친할머니. 죽은 성필의 옛 연인.
- 이화정: 기미연 역 - 수정의 절친한 선배, MS 홈쇼핑 PD.

똑부러지고 일 잘하는 커리어우먼 스타일. 진수의 아내.
- 이수용: 국진수 역 - 의주의 학교 선배

동네 헬스장을 오픈한 덕에 국관장이라 불리는데, 할머니들은 국간장이나 진간장으로도 부른다. 근손실을 귀신보다 무서워하고 단백질에 목숨을 거는 진성 헬짱. 마성그룹 황재림 회장의 비서. 미연의 남편.

### 마성가 사람들
- 김용림: 황재림 역 - 마성그룹 회장

팔순이라고는 믿어지지 않는 꼿꼿한 자태와 카랑카랑한 음성, 경화와 영애의 시어머니. 죽은 성필의 어머니.
우진과 의주의 친할머니. 하민의 증조할머니. 혜라와 수정의 시할머니.
- 이승연: 민경화 역 - 황재림 회장의 며느리이자 우진의 법적인 어머니

본작의 서브 악녀. 죽은 성필의 아내, 수정과 의주의 큰 어머니. 영애의 손윗 형님. 혜라의 시어머니. 하민의 친할머니. 죽은 지우의 전 시어머니.
- 공정환: 장명철 역

본작의 최종 보스. 한양의 옛 연인, 혜라의 친아버지. 경화의 심복이자 내연남. 마성그룹 전 비서실장. 우진의 장인.
- 미상: 주성필 역 - 재림의 아들, 우진과 의주의 친아버지. 하민의 친할아버지. 영애의 옛연인. 경화의 남편. 수정과 혜라의 시아버지.
- 김태연: 주하민 역 - 우진의 딸

나자마자 세상을 떠난 엄마에 대한 기억조차 없어 슬픈 아이, 의주와 수정의 조카. 죽은 성필과 영애의 친손녀. 경화의 의붓손녀. 재림의 증손녀. 죽은 지우의 친딸. 캘리 정의 외손녀. 혜라의 의붓딸. 명철과 한양의 의붓손녀.
- 송예진: 정지우 역 (†) - 우진의 아내이자 하민의 생모. 경화의 전 의붓 며느리. 죽은 성필과 영애의 친며느리. 의주의 전 형수. 캘리 정의 딸.

### 최혜라 주변인물
- 지수원: 금한양 역 - 혜라의 엄마이자 명철의 옛 연인

본작의 서브 악녀.
우진의 장모, 경화와 영애의 사돈. 재림의 안 사돈. 수정 부모를 죽음으로 몰아넣은 장본인. 하민의 의붓 외할머니.

### 그리고…
- 김추월: 천진스님 역 - 장원이 만물트럭을 몰던 시절 알게 된 비구니 스님, 오갈 데 없는 영애와 의주 모자를 거둬 절에서 지내게 해준 은인.
- 김수현: 명 차장 역 - MS홈쇼핑 TV 사업본부 소속

경화에게 붙었다가 혜라에게 붙었다, 둘 다에게 붙었다 하는 박쥐.
- 태양: 나진기 역 - 재림의 수행비서인 동시에 명철의 심복

다방면으로 문제의 현장에 활용되는 인물

### 기타 인물
- 미상: 마성그룹 일가를 노린 괴한 역
- 김난희: 청소반장 역
- 미상: 가짜 목격자 역
- 박현숙: 캘리 정 역 - 죽은 우진의 전처인 지우의 엄마. 우진의 전 장모. 하민의 외할머니. 경화와 명철에게 납치를 당함.
- 박동빈: 구천만 역 - 사채업자
- 이윤상: 김성수 역 - 신경외과 정신과 의사
- 미상: 변호사 역
- 미상: 담당 의사 역

### 특별 출연
- 남성진: 수정의 친아버지 역 (1회)
- 최수린: 수정의 친어머니 역 (1회~2회)

## 시청률
최저 시청률과 최고 시청률은 시청률 조사회사와 지역별로 시청률에 차이가 있을 수 있습니다.
| 2024년  | 2024년    | 2024년         |
| 회차    | 방송일    | 닐슨 시청률    |
| 회차    | 방송일    | 대한민국(전국) |
| ------- | --------- | -------------- |
| 제1회   | 5월 6일   | 5.9%           |
| 제2회   | 5월 7일   | 4.6%           |
| 제3회   | 5월 8일   | 3.8%           |
| 제4회   | 5월 9일   | 4.5%           |
| 제5회   | 5월 10일  | 4.1%           |
| 제6회   | 5월 13일  | 4.6%           |
| 제7회   | 5월 14일  | 4.1%           |
| 제8회   | 5월 15일  | 4.7%           |
| 제9회   | 5월 16일  | 4.4%           |
| 제10회  | 5월 17일  | 4.4%           |
| 제11회  | 5월 20일  | 5.5%           |
| 제12회  | 5월 21일  | 4.7%           |
| 제13회  | 5월 22일  | 4.5%           |
| 제14회  | 5월 23일  | 4.2%           |
| 제15회  | 5월 24일  | 3.8%           |
| 제16회  | 5월 27일  | 4.8%           |
| 제17회  | 5월 28일  | 4.3%           |
| 제18회  | 5월 29일  | 4.2%           |
| 제19회  | 5월 30일  | 5.0%           |
| 제20회  | 5월 31일  | 4.3%           |
| 제21회  | 6월 3일   | 5.3%           |
| 제22회  | 6월 4일   | 4.4%           |
| 제23회  | 6월 5일   | 4.4%           |
| 제24회  | 6월 6일   | 3.9%           |
| 제25회  | 6월 7일   | 4.7%           |
| 제26회  | 6월 10일  | 4.8%           |
| 제27회  | 6월 11일  | 4.6%           |
| 제28회  | 6월 12일  | 4.8%           |
| 제29회  | 6월 13일  | 4.9%           |
| 제30회  | 6월 14일  | 4.2%           |
| 제31회  | 6월 17일  | 5.1%           |
| 제32회  | 6월 18일  | 4.2%           |
| 제33회  | 6월 19일  | 4.5%           |
| 제34회  | 6월 20일  | 4.8%           |
| 제35회  | 6월 21일  | 4.7%           |
| 제36회  | 6월 24일  | 4.4%           |
| 제37회  | 6월 25일  | 4.3%           |
| 제38회  | 6월 26일  | 4.6%           |
| 제39회  | 6월 27일  | 4.6%           |
| 제40회  | 6월 28일  | 4.1%           |
| 제41회  | 7월 1일   | 5.1%           |
| 제42회  | 7월 2일   | 5.8%           |
| 제43회  | 7월 3일   | 5.0%           |
| 제44회  | 7월 4일   | 5.0%           |
| 제45회  | 7월 5일   | 4.9%           |
| 제46회  | 7월 8일   | 5.3%           |
| 제47회  | 7월 9일   | 5.9%           |
| 제48회  | 7월 10일  | 4.4%           |
| 제49회  | 7월 11일  | 4.4%           |
| 제50회  | 7월 12일  | 4.3%           |
| 제51회  | 7월 15일  | 5.4%           |
| 제52회  | 7월 16일  | 5.7%           |
| 제53회  | 7월 17일  | 5.2%           |
| 제54회  | 7월 18일  | 5.1%           |
| 제55회  | 7월 19일  | 4.9%           |
| 제56회  | 7월 22일  | 5.8%           |
| 제57회  | 7월 23일  | 5.4%           |
| 제58회  | 7월 24일  | 4.6%           |
| 제59회  | 7월 25일  | 5.3%           |
| 제60회  | 7월 26일  | 4.9%           |
| 제61회  | 8월 12일  | 5.8%           |
| 제62회  | 8월 13일  | 5.3%           |
| 제63회  | 8월 14일  | 5.3%           |
| 제64회  | 8월 15일  | 5.7%           |
| 제65회  | 8월 16일  | 5.9%           |
| 제66회  | 8월 19일  | 6.2%           |
| 제67회  | 8월 20일  | 5.9%           |
| 제68회  | 8월 21일  | 5.8%           |
| 제69회  | 8월 22일  | 5.8%           |
| 제70회  | 8월 23일  | 5.7%           |
| 제71회  | 8월 26일  | 6.3%           |
| 제72회  | 8월 27일  | 6.0%           |
| 제73회  | 8월 28일  | 5.8%           |
| 제74회  | 8월 29일  | 5.4%           |
| 제75회  | 8월 30일  | 5.5%           |
| 제76회  | 9월 2일   | 6.5%           |
| 제77회  | 9월 3일   | 5.5%           |
| 제78회  | 9월 4일   | 5.7%           |
| 제79회  | 9월 5일   | 6.1%           |
| 제80회  | 9월 6일   | 5.9%           |
| 제81회  | 9월 9일   | 6.0%           |
| 제82회  | 9월 10일  | 5.8%           |
| 제83회  | 9월 11일  | 5.5%           |
| 제84회  | 9월 12일  | 6.3%           |
| 제85회  | 9월 13일  | 5.7%           |
| 제86회  | 9월 19일  | 6.2%           |
| 제87회  | 9월 20일  | 5.7%           |
| 제88회  | 9월 23일  | 6.5%           |
| 제89회  | 9월 24일  | 5.6%           |
| 제90회  | 9월 25일  | 5.2%           |
| 제91회  | 9월 26일  | 6.6%           |
| 제92회  | 9월 27일  | 6.0%           |
| 제93회  | 9월 30일  | 6.1%           |
| 제94회  | 10월 1일  | 6.2%           |
| 제95회  | 10월 2일  | 6.1%           |
| 제96회  | 10월 3일  | 7.2%           |
| 제97회  | 10월 4일  | 6.7%           |
| 제98회  | 10월 7일  | 6.7%           |
| 제99회  | 10월 8일  | 6.9%           |
| 제100회 | 10월 9일  | 6.5%           |
| 제101회 | 10월 10일 | 6.7%           |
| 제102회 | 10월 11일 | 6.0%           |
| 제103회 | 10월 14일 | 6.7%           |
| 제104회 | 10월 15일 | 6.9%           |
| 제105회 | 10월 16일 | 6.7%           |
| 제106회 | 10월 18일 | 6.1%           |
| 제107회 | 10월 22일 | 6.4%           |
| 제108회 | 10월 23일 | 5.5%           |
| 제109회 | 10월 24일 | 6.3%           |
| 제110회 | 10월 28일 | 6.1%           |
| 제111회 | 10월 29일 | 6.3%           |
| 제112회 | 10월 30일 | 6.3%           |
| 제113회 | 10월 31일 | 5.9%           |
| 제114회 | 11월 1일  | 6.6%           |
| 제115회 | 11월 4일  | 6.5%           |
| 제116회 | 11월 5일  | 6.3%           |
| 제117회 | 11월 6일  | 5.9%           |
| 제118회 | 11월 7일  | 6.2%           |
| 제119회 | 11월 8일  | 6.8%           |
| 제120회 | 11월 11일 | 6.2%           |
| 제121회 | 11월 12일 | 6.9%           |
| 제122회 | 11월 13일 | 6.3%           |
| 제123회 | 11월 14일 | 6.6%           |
| 제124회 | 11월 15일 | 7.1%           |

## 결방 및 연장 및 편성 변경
- 2024년 7월 29일 ~ 2024년 8월 9일: 《2024 파리 올림픽》중계방송으로 인한 결방.
- 2024년 9월 16일 ~ 2024년 9월 18일: 《2024 추석특집 아이돌스타 선수권대회》 편성으로 인한 결방.
- 2024년 10월 17일: MBC 스포츠 2024년 KBO 리그 플레이오프 3차전 삼성 라이온즈 VS LG 트윈스 중계방송으로 인한 결방.
- 2024년 10월 21일: MBC 스포츠 2024년 한국시리즈 1차전 삼성 라이온즈 VS KIA 타이거즈 중계방송으로 인한 결방.
- 2024년 10월 25일: MBC 스포츠 2024년 한국시리즈 3차전 삼성 라이온즈 VS KIA 타이거즈 중계방송으로 인한 결방.
- 용감무쌍 용수정 방영 분량이 120부작에서 4회 연장되어 124부작으로 변경 및 확정되었다.
  - 결방 개수: 16개

## 수상 목록
- 2024년 MBC 연기대상 일일드라마 단막부문 남자 최우수 연기상 (서준영)
- 2024년 MBC 연기대상 일일드라마 단막부문 여자 최우수연기상 (엄현경)